# Antoine-Marin Lemierre
Antoine-Marin Lemierre (* 12. Januar 1733 in Paris; † 4. Juli 1793 in Saint-Germain-en-Laye) war ein französischer Bühnendichter. 

## Leben und Wirken
Lemierre entstammte sehr einfachen Verhältnissen und er musste schon früh selbst für seinen Lebensunterhalt sorgen. Er wurde Sekretär des Finanzbeamten André Dupin und dieser ermunterte ihn in seinen ersten Schreibversuchen und wurde ihm auch ein Mäzen. 
1758 konnte Lemierre mit seinem Theaterstück „Hypermnestre“ erfolgreich debütieren. Viele seiner Stücke waren allerdings mehr oder weniger Bearbeitungen bekannter Werke. Sein „Artaxerce“ ist dem gleichnamigen Stück von Pietro Metastasio nachempfunden und sein „Peinture“ gilt als Kopie von François-Marie de Marsys „Pictura“. Sein Guillaume Tell wird in Theodor Fontanes Roman Vor dem Sturm reflektiert.
Seine Stücke waren erfolgreich, wenn auch nicht von Dauer und sein Publikum liebte ihn dafür. 1780 wählte die Académie française Lemierre zum Nachfolger des verstorbenen Ästhetikers Charles Batteux (Fauteuil 37). 
Im Alter von sechzig Jahren starb Antoine-Marin Lemierre am 4. Juli 1793 in Saint-Germain-en-Laye und fand dort auch seine letzte Ruhestätte.

## Werke (Auswahl)
Theater
- Hypermnestre. 1758.
- La veuve du Malabar ou L’Empire des coutumes. 1770.
  - deutsche Übersetzung: Lanassa. Berlin 1782 (übersetzt von Karl Martin Plümicke)
- Guillaume Tell. 1766.

Gedichte
- La Peinture. 1769.
- Les Fastes. 1779.

Werkausgaben
- Théâtre. Paris 1795.
- Œuvres. Paris 1810.
- Œuvres choisies. Paris 1811.